# Чарли Чан в Египте
«Чарли Чан в Египте» (англ. Charlie Chan in Egypt) — детективный фильм с элементами хоррора и комедии режиссёра Луиса Кинга, который вышел на экраны в 1935 году.
Это восьмой из 16 фильмов студии 20th Century Fox о гавайском полицейском детективе Чарли Чане с Уорнером Оулэндом в главной роли. В этом фильме Чарли Чан по заданию Французского археологического общества прибывает в Египет с целью выяснить, каким образом ценные египетские артефакты, найденные в ходе раскопок и предназначенные для музейной экспозиции, оказались на рынке и в руках частных коллекционеров. На раскопках Чан узнаёт, что руководитель экспедиции, профессор Арнольд исчез, и вскоре он выясняет, что профессор убит, завёрнут в ткань и спрятан в саркофаг под видом мумии. Вскоре следует убийство сына профессора и покушение на жизнь ещё одного члена экспедиции, а также самого Чана. В итоге детектив устанавливает, что причиной убийств стала открытая профессором тайная комната с сокровищами, которыми рассчитывал завладеть вставший на преступный путь член экспедиции.
Фильм был успешен в прокате и хорошо был принят критиками, отметившими его жанровое разнообразие, включающее помимо детектива также элементы мистики, хоррора и комедии, экзотическое место действия в Египте, включая интересные хроникальные кадры, а также качественную игру Оулэнда и других актёров.

## Сюжет
Профессор Арнольд (Джордж Ирвинг) возглавляет экспедицию, которая в Египте ведёт раскопки гробницы верховного жреца Амети. Когда профессор вскрывает плиту, открывая проход в комнату с сокровищами, один из его местных помощников хватается за горло и падает замертво…
Вскоре на раскопки прибывает инспектор полиции Чарли Чан (Уорнер Оулэнд). Он знакомится с членами экспедиции — дочерью профессора Арнольда Кэрол (Пат Патерсон), ассистентом Арнольда Томом Эвансом (Томас Бек), который ухаживает за Кэрол, а также с сыном профессора Барри (Джеймс Иглз), который увлекается игрой на скрипке. При этом, как выясняется, местонахождение профессора Арнольда уже более месяца не известно. Предположительно, он отправился на осмотр новой гробницы, и с тех пор от него не поступало никаких известий. В его отсутствие руководство экспедиции временно перешло к его брату, профессору Джону Тёрстону (Фрэнк Конрой), который интересуется целью появления Чана.
Детектив объясняет, что прибыл по поручению Французского археологического общества, которое финансирует данную экспедицию. Как стало известно, в Европе в конкурирующих музеях, а также в частных коллекциях стали появляться ценные артефакты из захоронения жреца Амети, которые должно было получить Французское археологическое общество. Когда Тёрстен заявляет, что этого не может быть, Чан показывает фотографии изделий из захоронения Амети, а когда профессор заявляет, что это фальшивки, и что его слуга Эдфу Ахмад (Найджел Де Брюльер) изготавливал множество таких, детектив предъявляет заключение экспертов об их подлинности. Тёрстен пытается возражать, что французы перестали их финансировать, на что Чан отвечает, что по условиям контракта все найденные экспедицией Арнольда артефакты должны быть переданы французской стороне.
Хотя профессор Тёрстен сохраняет спокойствие в отношении судьбы своего брата, Кэрол говорит, что после открытия гробницы отец был сам не свой, и в этот момент ей становится плохо. Служанка Найда (Рита Хейворт) уводит её, а Том посылает за доктором Антоном Рэсином. По просьбе Чана профессор Тёрстен показывает ему лабораторию экспедиции, которая оснащена всем необходимым, включая рентгеновский аппарат. В лаборатории находится статуя богини мести Сехмет, а также найденный саркофаг Амети. Тёрстен утверждает, что саркофаг никто не вскрывал, однако Чан замечает на нём следы вскрытия, а затем на рентгеновском снимке мумии Амети указывает на след от пули около сердца. Тёрстен и Том по просьбе Чана вскрывают саркофаг и разрезают бинты, обнаруживая под ними тело мёртвого профессора Арнольда. В этот момент в лаборатории гаснет свет, глаза богини Сехмет начинают вспыхивать, а сверху раздаётся крик Кэрол. Поднявшись наверх, они обнаруживают Кэрол в бессознательном состоянии. Тем временем Эдфу Ахмад в одиночку спускается в лабораторию и пристально смотрит на тело Ирвинга.
Наверху Кэрол приходит в себя, но когда Найда приносит ей таблетки, выписанные доктором Рэсином, она отказывается их принимать, утверждая, что они ей не помогают. Чан читает на упаковке имя продавшего их аптекаря — Дауд Атраш (Джон Дэвидсон). Выпив по настоянию Тёрстена лекарство, Кэрол рассказывает, что когда осталась одна, у неё начались галлюцинации, и ей показалось, что на неё надвигается голова Сехмет. Том успокаивает Кэрол, заявляя, что это просто игра её воображения. В этот момент появляется хромающий Барри, который саркастически заявляет, что когда на него недавно обрушилась стена на раскопках — это тоже была игра его воображения. Барри напоминает, что многие из тех, кто вскрывал гробницы, умерли, и их экспедиции может грозить та же участь, возлагая за это вину на отца.
Оставшись в комнате один, Чан берёт на анализ окурки сигарет Кэрол. Затем он наблюдает, как Тёрстен встречает прибывшего доктора Рэсина (Джеймсон Томас), рассказывая ему о галлюцинациях Кэрол. Чан просит доктора как можно скорее посмотреть девушку, оставаясь с Тёрстеном наедине. Профессор заявляет Чану, что теперь его миссия приобретает совсем иной смысл, и он сознаётся, что действительно продал некоторые предметы из гробницы Амети. Тёрстен объясняет, что после того, как французское общество прекратило финансирование экспедиции, профессору Арнольду понадобились деньги для продолжения работ, и он занял крупную сумму у доктора Рэсина. После обнаружения гробницы Рэсин заявил, что имеет право на часть находок. Так как Арнольд занимался исключительно археологией, Тёрстен взял на себя ответственность за продажу некоторых вещей, чтобы погасить часть долгов перед доктором. Узнав об этом, профессор Арнольд пришёл в ярость, и, кроме того, он получил информацию об обнаружении другого захоронения, и решил попытаться найти там ценные артефакты, которыми хотел компенсировать потери из гробницы Амети. По словам Тёрстена, после отъезда Арнольда, доктор Рэсин согласился отсрочить выплату долга ещё на три месяца. В этот момент входит Рэсин, выражая возмущение вмешательством Чана в его личные дела, даже если тот представляет французское общество. Чан сообщает ему об убийстве профессора Арнольда, который сегодня был найден в саркофаге Амети с пулей в груди. Тёрстен однако поясняет, что пуля не была причиной смерти, так как Арнольд был ранен в грудь во время стычки с местными жителями некоторое время тому назад. Рэсин добавляет, что пуля застряла слишком близко к сердцу и потому операция по её извлечению была бы слишком рискованной. Рэсин хочет сам осмотреть тело Арнольда, однако Чан просит его ни к чему не прикасаться до завершения официального расследования. Появляется Барри, который уверен в том, что раскрытие тайны гробницы Амети привело к смерти отца, а затем уничтожит всех членов экспедиции. Получив у Тёрстена единственное письмо от Арнольда, поступившее после его отъезда, Чан желает всем спокойной ночи. Том предлагает Чану переночевать у него.
Приехав в домик Тома, Чан просит разрешения хозяина воспользоваться его печатной машинкой. Он сообщает Тому, что, судя по дате на последнем письме профессора Арнольда, он умер до того, как оно было написано, а также устанавливает, что это письмо было напечатано на машинке Тома. Чан утверждает, что человек, напечатавший это письмо, и убил профессора Арнольда. Он добавляет, что согласно отчетам французского общества, профессор Арнольд уволил Тома, однако тот утверждает, что вскоре профессор восстановил его в должности. Кроме того, по словам Тома, его машинкой пользовались все члены экспедиции. Чан также выясняет у Тома, что Ахмед считает себя потомком Амети. Далее Том рассказывает, что согласно древнеегипетским манускриптам, Амети собирал и хранил мумии и царские атрибуты фараонов XX династии. По его словам, профессор Арнольд полагал, что найдёт эти сокровища, когда вскроет гробницу, но этого не случилось. Он как раз вёл эти раскопки в момент своего исчезновения. Решив исследовать открытую Арнольдом гробницу, Чан вместе с Томом и его помощником Сноушуз (Степин Фетчит) проникают в неё. Во время осмотра гробницы неожиданно сгорает генератор и гаснет свет, и в темноте высвечивается облик Сехмет с горящими глазами. Чан и Том пытаются схватить привидение, однако оно успевает скрыться. Когда они выходят из гробницы, кто-то со скалы сбрасывает на них огромный кусок горной породы, и они едва успевают увернуться.
На следующий день Чан приезжает в Луксор, где посещает аптеку Дауда Атраша (Джон Дэвидсон), который сообщает, что привезённый им порошок — это довольно безвредное успокоительное, которое часто прописывает доктор Рэсин. Когда Чан спрашивает, не покупает ли доктор Рэсин мапучари, аптекарь пугается и говорит, что не торгует никакими наркотиками. Вечером Чан возвращается в дом Арнольдов, где в лаборатории в присутствии полиции проходит вскрытие тела профессора. Перед тем, как спуститься вниз, Чан спрашивает у слуги Ахмада про мапучари, однако тот делает вид, что ничего об этом не знает. В лаборатории Чан знакомится с инспектором местной полиции Фуадом Суйейдой (Пол Поркази), который просит Чана продолжить расследование этого дела. Когда после вскрытия все расходятся, Чан берёт у Тёрстена список предметов из гробницы Амети, а затем выясняет у доктора Рэсина, что причиной смерти профессора Арнольда стало кровоизлияние в мозг, вызванное сильным ударом по голове. Они обнаруживают также надрез в районе шеи, который был сделан для того, чтобы слить кровь для мумификации тела. По мнению Чана, такое мог сделать только специалист. Что касается пули, что её не стали извлекать, так как, по словам Тёрстена, она не имела никакого отношения к убийству. После ухода Рэсина детектив самостоятельно извлекает пулю из груди Арнольда.
Поднявшись наверх, Чан просит задержаться для разговора Тёрстена, Рэсина и Тома. На вопрос о воздействии на организм наркотика мапучари, доктор объясняет, что обычно человек теряет всякое ощущение времени и реальности, страдает от ложных убеждений и галлюцинаций. При большой дозе наступает смерть. Чан предполагает, что это и есть причина странного психического состояния Кэрол, так как анализ окурков сигарет показал наличие в них мапучари. Доктор Рэсин должен был заметить эти симптомы у Кэрол, но ничего не сказал. Далее Чан говорит, что Барри, судя по его вчерашним словам, знает, где его отец искал комнату с тайными сокровищами. Чан предлагает немедленно поговорить с Барри, жизнь которого с того момента находится в опасности. Когда вся группа входит в комнату Барри, тот роняет скрипку и смычок, хватается за горло и тут же падает замертво. Появляется слуга Ахмед, заявляя, что месть богов Египта настигла сначала доктора Арнольда, а теперь и его сына, так как предупреждение Сехмет не было услышано. Когда Чан с помощью Тёрстена выясняет, что сигареты для Кэрол покупал Ахмед, тот достаёт из кармана пистолет и убегает, говоря, что все в этом доме обречены на смерть. Чарли обвиняют в том, что он мог предотвратить убийство Барри, однако не сделал этого. Он отвечает, что не знал, откуда исходит угроза, и пообещал продолжить расследование.
Позднее детектив говорит Тому, что хотел бы снова посетить гробницу, откуда прошлой ночью таинственно исчезла богиня Сехмет. В гробнице, простукивая плиты, они обнаруживают секретный проход к воде, о котором упоминал Барри. Чан говорит, что за Сехмет выдавал себя убийца Арнольда, который пытался испугом выгнать их из гробницы. Том ныряет в водный канал, и проплыв под скалой, попадает в следующую комнату, где видит светящуюся в лучах фигуру, которую они видели ночью. Выбравшись из воды, он попадает в кладовую сокровищ Амети, где находит шляпу и одежду профессора Арнольда. Пока Том пытается найти выход из комнаты, открывается одна из панелей, и в Тома кто-то знакомый ему стреляет из пистолета. Том падает, случайно нажимая на рычаг, в результате чего открывается потайная дверь в комнату, где стоят Чан и Сноушуз. Они срочно доставляют раненого Тома к доктору Джайпуру (Фрэнк Рейчер). После извлечения пули Чан незаметно забирает её, а затем идёт обыскивать комнату Барри.
На полу он находит кусочек стекла, а затем осматривает скрипку, из деки которой извлекает крошечные капсулы. У Найды, которая внимательно следит за его действиями, Чан выясняет, что профессор Тёрстен всё ещё не вернулся из Луксора, после чего направляется в лабораторию. Доктор Джайпур обещает Кэрол, что Том выздоровеет, тем временем Чан проводит анализ в лаборатории. Возвращаются Тёрстен и доктор Рэсин в сопровождении инспектора Фуада Суйейды, которым Найда сообщает, где найти Чана. Когда трое мужчин спускаются в лабораторию, появляется Кэрол, обвиняющая Чана в том, что он допустил убийство её брата и покушение на жизнь её жениха. Когда Кэрол просит Чана уехать, Тёрстен сообщает, что этот вопрос уже решён, и инспектор Фуад берёт расследование на себя.
Перед уходом Чан просит разрешения провести небольшую демонстрацию. Он показывает, что в деку скрипки была вставлена ампула со смертельным газом. Когда Барри играл на инструменте, под воздействием высоких нот стекло ампулы разрушилось, и газ пошёл прямо в лицо Барри, отравив его. На вопрос инспектора Фуада о мотиве двух убийств Чан сообщает, что этой ночью обнаружил в гробнице тайную комнату с сокровищами и одежду профессора Арнольда. Вероятно, когда Арнольд нашёл сокровища, кто-то проследил за профессором и убил его, чтобы стать единоличным владельцем сокровищ. Когда убийца подумал, что Барри тоже знает о тайной комнате, он убил и его. Также в комнате найдена маска богини Сехмет, с помощью которой убийца отпугивал всех от тайной комнаты с сокровищами. Когда он понял, что только одной маской следствие не остановить, убийца стал стрелять, устраняя свидетелей. Так было, в частности, с Томом, это подтверждает след от пули на фонарике Тома. Чан говорит, что Том видел убийцу, и когда он придёт в сознание, то назовёт его имя. После этого Чан прощается и уходит. Проследовав за ним до входной двери, Рэсин просит у него прощения за грубость и выражает восхищение проделанной им работой. Доктор Джайпур прощается, оставляя Тома под попечение Рэсина.
Осматривая свой медицинский чемоданчик, Рэсин замечает, что кто-то похитил его ланцет. Он заходит к спальню к Тому, за которым бережно ухаживает Кэрол, и просит её приоткрыть окно. Рэсин и появившийся следом профессор Тёрстен отправляют Кэрол немного отдохнуть, и доктор выходит вслед за ней. Оставшись в комнате наедине с Томом, Тёрстен достаёт из кармана ланцет и собирается воткнуть его в рану от пули и тем самым убить Тома. В этот момент входит Чан с пистолетом в руке, требуя положить ланцет на стол. Тёрстен бросает ланцет в Чана и пытается бежать, но поджидавшие в дверях полицейские задерживают его. В комнату входят инспектор Фуад и Рэсин, которым Чан объясняет, что только что произошло. Он обвиняет профессора Тёрстена в том, что тот убил профессора Арнольда, чтобы заполучить сокровища Амети, подсыпал наркотик в сигареты Кэрол, убил Барри, который знал о сокровищах, а сегодня ночью стрелял в Тома, который узнал его в гробнице. Чан показывает, что пуля которая на самом деле убила профессора Арнольда, и пуля, ранившая Тома, были выпущены из одного пистолета. Полиция арестовывает Тёрстена, а инспектор Фуад благодарит Чана за отличную работу. Кэрол обнимает Тома, который приходит в себя.

## В ролях
- Уорнер Оулэнд — Чарли Чан
- Пат Патерсон — Кэрол Арнольд
- Томас Бек — Том Эванс
- Рита Хейворт — Найда (в титрах указана как Рита Кончино)
- Джеймсон Томас — доктор Антон Рэсин
- Фрэнк Конрой — профессор Джон Тёрстен
- Найджел Де Брюйлер — Эдфу Ахмед
- Джеймс Иглз — Барри Арнольд
- Джордж Ирвинг — профессор Арнольд
- Степин Фетчит — Сноушуз

## Создатели фильма и исполнители главных ролей
Режиссёр фильма Луис Кинг за свою карьеру, охватившую период с 1921 по 1956 год поставил 82 фильма, среди которых половину составляли малобюджетные вестерны. Среди наиболее значимых режиссёрских работ Кинга, помимо этой картины, значатся три приключенческих фильма про Бульдога Драммонда 1937—1939 годов, военная драма «Четники» (1943) и нуарный боевик «Опасная миссия» (1954).
Как пишет историк кино Ричард Харланд Смит, шведский актёр Уорнер Оулэнд дебютировал в роли Чарли Чана в 1931 году в фильме «Чарли Чан продолжает», за которым последовал снятый на Гавайях «Чёрный верблюд». По словам Смита, «Оулэнд остаётся актёром, наиболее широко ассоциирующимся с образом Чарли Чана, несмотря на тот факт, что в 1938 году он умер в возрасте 59 лет (от бронхиальной пневмонии, усугубленной чрезмерным курением и алкоголизмом)». Всего Оулэнд сыграл Чана в 16 фильмах, после чего его сменил Сидни Толер, который вплоть до своей смерти сыграл в 22 фильмах. После этого роль Чана перешла к Роланду Уинтерсу, который сыграл в шести последних фильмах киносериала, которые вышли на бедной студии Monogram Pictures.
Как пишет Смит, «настоящей находкой фильма, с археологической точки зрения, стал кастинг 16-летней Риты Кансино, указанной четвёртой в списке актёров в роли египетской служанки». Начав карьеру как танцовщица, в 1935 году Рита дебютировала в Голливуде в фильме с Уорнером Бакстером «Под луной пампасов» (1935). В общей сложности, она снялась в десяти фильмах на Fox, используя свое настоящее имя. Затем она взяла девичью фамилию матери и «с помощью строгой диеты, электролиза и рыжей краски для волос создала на студии Columbia Pictures свой новый образ как Рита Хейворт».

## История создания фильма
Это одиннадцатый из 47 фильмов о гавайском детективе Чарли Чане и восьмой из 16 фильмов с Уорнером Оулэндом в главной роли, за ним последуют «Чарли Чан в Париже» (1935) и «Чарли Чан в Шанхае» (1935).
При жизни создатель образа Чарли Чана, американский писатель Эрл Дерр Биггерс разрешал экранизации только своих опубликованных романов (всего в период с 1925 по 1930 год Биггерс опубликовал пять романов о Чане). После смерти писателя в апреле 1933 года Fox заключила сделку с вдовой Дерра Биггерса, согласно которой студия продолжила работу над серией фильмов, в которых «Чан будет раскрывать убийства в некоторых из самых гламурных и экзотических городов мира, в оригинальных детективах, придуманных голливудскими сценаристами».
Как и фильм студии Universal «Мумия» (1932), в котором Борис Карлофф сыграл в главную роль Имхотепа, эта картина с участием Чана также сделана под влиянием популярной темы открытия в 1922 году гробницы фараона Тутанхамона в Долине царей и связанного с ней «предполагаемого проклятия, постигшего многих из присутствовавших на тех раскопках».
Фильм вышел в прокат 21 июня 1935 года.
В титрах фильма имя режиссёра Луиса Кинга (англ. Louis King) указано как Luis King.
В саундтреке переработаны музыкальные темы из фильма Fox «Волшебник Чанду» (англ. Chandu the Magician) 1932 года, в котором также сыграл Найджел Де Брюлье.

## Оценка фильма критикой
После выхода фильма на экраны кинокритик «Нью-Йорк Таймс» Андре Сеннвальд назвал его «живым и занимательным, хотя и скромным детективом». Как полагает критик, «одним из несомненных достоинств фильма является то, что он всё время держит убийцу на виду, давая каждому шанс победить Чарли в конкурсе на угадывание (злодея)… Но проницательный и любезный переход Чарли от улики к улике всегда важнее, чем окончательное раскрытие». И Оулэнд, выдающий здесь один афоризм за другим, «конечно, совершенно идеален в своей самой известной экранной роли».
Как отметил современный кинокритик Ричард Харланд Смит, когда к середине 1930-х годов киноцикл о Чане вошёл в свой «комфортный ритм», популярные у зрителей фильмы стали постоянно приносить прибыль благодаря низким производственным расходам, грамотному использованию хроникального материала и использованию контрактных актёров студии. В данной картине, несмотря на «несколько бесстрастный сюжет», режиссёр Луис Кинг и оператор Дэниел Б. Кларк умело используют визуальные приёмы, создавая редкое для фильмов киноцикла «ощущение сверхъестественного», которое полностью не развеивается и после финальной речи Чана.
Как полагает современный историк кино Хэл Эриксон, «это не только детективный фильм ужасов, но и одна из лучших работ во всей киносерии о Чане». Критик отмечает, что «хотя сценаристы проделали хорошую работу по сокрытию личности злодея», подбор актёров студией Fox таков, что преступника можно определить «несколько раньше намеченного срока».
Киновед Крейг Батлер также полагает, что «определенно, это один из лучших фильмов о Чарли Чане», который «может похвастаться довольно приличным сценарием, а место действия и элементы хоррора придают этому фильму особое качество, которое выделяет его в сериале». Критик отмечает, что «разгадать тайну убийства не так сложно, как можно было бы надеяться, но настоящее удовольствие заключается в наблюдении за Чаном и за тем, как он приходит к своим выводам». По мнению Батлера, «как всегда, Уорнер Оулэнд великолепен в роли Чана, также приятно видеть очень молодую Риту Хейворт (здесь ее зовут Рита Кансино) в роли служанки».
Историк кино Дерек Виннерт называет фильм «комедийным криминально-мистическим триллером», который «рассказывает занимательную и немного безумную историю о том, как Чарли Чан обнаруживает пару трупов и предотвращает третью смерть, расследуя дело об исчезновении египетских реликвий». К достоинствам картины Виннерт относит «яркую звёздную игру Оулэнда», а также актёрскую работу Джеймса Иглза в роли одной из жертв, Барри Арнольда.
Историк кино Деннис Шварц считает, что это «средний фильм о Чарли Чане» с «довольно тусклой историей в жанре саспенса, которая временами больше похожа на фильм ужасов». Хотя «актёры ничем не выделялись», тем не менее, «от фильма исходит какое-то египетское очарование, характерное для многих голливудских фильмов категории В того времени».
В рецензии TV Guide обращено внимание на элементы хоррора, например, когда Чан «обнаруживает с помощью рентгеновского аппарата тело убитого археолога в саркофаге». По мере развития истории она «нагнетает ужас и разнообразные подозрения, переходя к искусно выстроенной развязке».
Многие современные критики обратили внимание на появление в небольшой роли Риты Хейворт, а также на стереотипную игру чёрного комика Степина Фетчита, который «верит, что его предки похоронены в одной из могил».